# Пелліо-Інтельві
Пелліо-Інтельві (італ. Pellio Intelvi) — муніципалітет в Італії, у регіоні Ломбардія, провінція Комо.
Пелліо-Інтельві розташоване на відстані близько 530 км на північний захід від Рима, 60 км на північ від Мілана, 19 км на північ від Комо.
Населення — 1013 осіб (2014).

## Демографія
Населення за роками:

Станом на 31 грудня 2014 року в муніципалітеті офіційно проживало 109 іноземців з 19 країн, серед них 53 громадяни країн Євросоюзу та 3 громадяни України.

## Сусідні муніципалітети
- Ароньйо
- Лаїно
- Ланцо-д'Інтельві
- Рампоніо-Верна
- Ровіо
- Сан-Феделе-Інтельві